# Diamond Star Halos
Diamond Star Halos — двенадцатый студийный альбом британской рок-группы Def Leppard. Он был выпущен 27 мая 2022 года на лейблах Bludgeon Riffola и Mercury Records и является первым студийным альбомом группы почти за семь лет после Def Leppard 2015 года. Альбом получил свое название от сингла группы T. Rex «Get It On», выпущенного в 1971 году.

## Отзывы критиков
| Оценки критиков     | Оценки критиков |
| Источник            | Оценка          |
| ------------------- | --------------- |
| AllMusic            | [ 8 ]           |
| Blabbermouth        | [ 1 ]           |
| BW&BK               | [ 9 ]           |
| Classic Rock        | [ 2 ]           |
| Laut.de             | [ 10 ]          |
| Metal Forces        | [ 11 ]          |
| Metal.de            | [ 12 ]          |
| Rock Hard           | [ 13 ]          |
| The Daily Telegraph | [ 14 ]          |
| Ultimate Guitar     | [ 15 ]          |

Майкл Галлуччи из Ultimate Classic Rock назвал альбом «наиболее очевидной отсылкой к дням славы глэма, а также к их собственным прошлым триумфам», заявив, что группа научилась не «ломать то, что уже работает», в отличие от предыдущих альбомов Slang и X. Отметив влияние звезд глэм-рока Дэвида Боуи, Mott the Hoople и T. Rex, Галлуччи также написал, что «группа не звучала так бодро на записи с начала 90-х». Джо Маггс из The Arts Desk написал, что «этот альбом начинается и заканчивается блестяще», где в его начале звучит «залп из трёх треков, напоминающий, почему Def Leppard стала одной из самых популярных групп в мире в середине восьмидесятых», а заканчивается альбом «драматичной „From Here to Eternity“, в значительной степени обязанной Queen», контрастируя со средней частью, которая не сравнится с раннее упоминаемыми песнями.
Дом Лоусон в рецензии для Blabbermouth объясняет привлекательность группы тем, что они «никогда не переставали вести себя как наивные апатичные подростки, какими они были, когда сочиняли „Hello America“ много лет назад», и не «почивали на лаврах, гастролируя по миру в бесконечном путешествии по ностальгии и никогда больше не записывая новый альбом», и что, хотя группа «расслабилась», «альбом компенсирует это тем, что (в основном) полон простых, проникновенных и пробивных песен». Нил Джеффрис из Classic Rock назвал «SOS Emergency», «All We Need», «Open Your Eyes», «Gimme a Kiss» и «Unbreakable», «особенно сильными» и «стадионными песнями в великих традициях Leppard». Стивен Томас Эрлевайн из AllMusic писал, что «Leppard проворачивает хуки, мелодии и усилители, добавляя по пути немного особенного шарма», отмечая, что «кумулятивный эффект альбома почти ошеломляющий, особенно когда Def Leppard выкладывается по полной в каждом треке».

## Список композиций
| №                   | Название                                 | Автор(ы)                | Длительность |
| ------------------- | ---------------------------------------- | ----------------------- | ------------ |
| 1.                  | «Take What You Want»                     | Джо Эллиотт, Рик Сэвидж | 4:14         |
| 2.                  | «Kick»                                   | Дэйв Бассет, Фил Коллен | 3:42         |
| 3.                  | «Fire It Up»                             | Коллен, Сэм Холландер   | 3:19         |
| 4.                  | «This Guitar» (с участием Элисон Краусс) | Си Джей Ванстон, Коллен | 3:50         |
| 5.                  | «SOS Emergency»                          | Эллиотт, Коллен         | 3:25         |
| 6.                  | «Liquid Dust»                            | Коллен                  | 4:01         |
| 7.                  | «U Rok Mi»                               | Коллен                  | 3:33         |
| 8.                  | «Goodbye for Good This Time»             | Эллиотт                 | 4:27         |
| 9.                  | «All We Need»                            | Эллиотт, Коллен         | 4:46         |
| 10.                 | «Open Your Eyes»                         | Эллиотт, Коллен         | 4:19         |
| 11.                 | «Gimme a Kiss»                           | Эллиотт, Коллен         | 3:12         |
| 12.                 | «Angels (Can’t Help You Now)»            | Эллиотт                 | 4:57         |
| 13.                 | «Lifeless» (с участием Элисон Краусс)    | Эллиотт, Коллен         | 4:19         |
| 14.                 | «Unbreakable»                            | Эллиотт                 | 3:46         |
| 15.                 | «From Here to Eternity»                  | Сэвидж                  | 5:37         |
| Общая длительность: | Общая длительность:                      | Общая длительность:     | 61:27        |

| №                   | Название                                       | Автор(ы)            | Длительность |
| ------------------- | ---------------------------------------------- | ------------------- | ------------ |
| 16.                 | «Goodbye for Good This Time» (Avant-Garde Mix) | Эллиотт             | 4:34         |
| 17.                 | «Lifeless» (Joe Only Version)                  | Эллиотт, Коллен     | 4:21         |
| Общая длительность: | Общая длительность:                            | Общая длительность: | 70:22        |

| №                   | Название                                         | Автор(ы)            | Длительность |
| ------------------- | ------------------------------------------------ | ------------------- | ------------ |
| 16.                 | «Angels (Can’t Help You Now)» (Stripped Version) | Эллиотт             | 4:57         |
| 17.                 | «This Guitar» (Joe Only Version)                 | Ванстон, Коллен     | 3:50         |
| Общая длительность: | Общая длительность:                              | Общая длительность: | 70:14        |

### Notes
1. ↑  Называется «Gimme a Kiss That Rocks» в CD-версии

## Участники записи
Def Leppard
- Джо Эллиотт — ведущий вокал, гитара (8, 12, 14), дополнительная звукозапись
- Фил Коллен — гитара (1-7, 9-15), бэк-вокал (1), дополнительная звукозапись
- Рик Сэвидж — бас-гитара, гитара (1-3, 15), бэк-вокал (1), дополнительная звукозапись
- Вивиан Кэмпбелл — гитара, бэк-вокал (1), дополнительная звукозапись
- Рик Аллен — ударные

Приглашённые музыканты
- Дебби Блэквелл-Кук — бэк-вокал (2, 3, 11, 12)
- Дэйв Бассет — бэк-вокал (2, 3)
- Элисон Краусс — ведущий вокал (4, 13)
- Эрик Горфейн — струнные аранжировки (4, 8, 12)
- Майк Гарсон — фортепиано (8, 12)

Технический персонал
- Ронан МакХью — продюсирование, программирование ударных, звукорежиссура, сведение
- Джо ЛаПорта — мастеринг
- Росс Хогарт — инженер звукозаписи

## Чарты
| Чарт (2022)                                   | Высшая позиция |
| --------------------------------------------- | -------------- |
| Австралия (ARIA)                              | 3              |
| Австрия (Ö3 Austria)                          | 10             |
| Бельгия/Фландрия (Ultratop)                   | 30             |
| Бельгия/Валлония (Ultratop)                   | 17             |
| Канада (Canadian Albums Chart)                | 16             |
| Чехия (ČNS IFPI)                              | 45             |
| Нидерланды (Album Top 100)                    | 61             |
| Финляндия (Suomen virallinen lista)           | 8              |
| Франция (SNEP)                                | 27             |
| Германия (Offizielle Top 100)                 | 8              |
| Венгрия (MAHASZ)                              | 18             |
| Ирландия (IRMA)                               | 25             |
| Италия (Classifica album)                     | 86             |
| Япония (Oricon)                               | 16             |
| Япония (Billboard Japan)                      | 19             |
| Новая Зеландия (RMNZ)                         | 21             |
| Норвегия (VG-lista)                           | 22             |
| Польша (ZPAV)                                 | 12             |
| Португалия (AFP)                              | 26             |
| Шотландия (Scottish Albums Chart)             | 3              |
| Испания (PROMUSICAE)                          | 16             |
| Швеция (Sverigetopplistan)                    | 14             |
| Швейцария (Schweizer Hitparade)               | 4              |
| Великобритания (UK Albums Chart)              | 5              |
| Великобритания (UK Rock & Metal Albums Chart) | 1              |
| США (Billboard 200)                           | 10             |
| США (Billboard Top Rock Albums)               | 2              |